# Niccolò Alamanni
Niccolò Alamanni (Firenze, ... – dopo il 1588) è stato un condottiero italiano.

## Biografia
Figlio del poeta Luigi Alamanni e di Alessandra Serristori, nacque a Firenze per poi seguire il padre in Francia. Qui divenne comandante nell'esercito francese, partecipando a varie imprese, come la difesa di Siena a fianco di Piero Strozzi contro Cosimo I de' Medici.
Sconfitto, riuscì però a tornare in Francia, dove fece ulteriore carriera diventando ammiraglio nel 1573, all'Assedio di La Rochelle. Stimato personaggio della corte di Caterina de' Medici, venne poi nominato Maestro del Palazzo Reale a Parigi e per lui la regina cercò di procurare un vantaggioso matrimonio con una delle figlie di Tommaso Guadagni, Caterina, ma il tentativo fallì. Non si conosce la data della sua morte, sicuramente posteriore al 1588.
Fu fratello di Giovanni Battista Alamanni.